# My Own Way
My Own Way är den fjärde singeln av Duran Duran, utgiven 16 november 1981. Den nådde 14:e plats på englandslistan och blev även en stor hit i Australien och Portugal. Trots dessa framgångar uttryckte dock gruppen senare missnöje med låten och har sällan framfört den live. Den finns inte heller med på något av de samlingsalbum som givits ut. Till albumet Rio gjordes en annorlunda och långsammare nyinspelning av låten.

## Låtlista
7" Singel
1. My Own Way – 3:39
2. Like An Angel – 4:41

12" Singel
1. My Own Way (Night Version) – 6:31
2. Like An Angel – 4:41
3. My Own Way – 3:39

CD-singel
(Inkluderad i Singles Box Set 1981-1985)
1. My Own Way – 3:39
2. Like An Angel – 4:41
3. My Own Way (Night Version) – 6:31

## Listplaceringar
| Lista (1981-1982) | Topplacering |
| ----------------- | ------------ |
| Nya Zeeland       | 12           |
| Storbritannien    | 14           |

### Fotnoter
1. ↑  ”Listplacering”. Arkiverad från originalet den 10 november 2012. https://web.archive.org/web/20121110171432/http://charts.org.nz/showitem.asp?interpret=Duran+Duran&titel=My+Own+Way&cat=s. Läst 10 september 2011.
2. ↑  ”Listplacering”. Arkiverad från originalet den 25 maj 2012. https://archive.is/20120525165624/http://www.chartstats.com/release.php?release=9498. Läst 10 september 2011.